# Eterna Navidad
Eterna Navidad es un álbum de estudio navideño de villancicos latinos que fueron interpretados por múltiples artistas y bandas musicales de los años 80, lanzada en diciembre de 1986. Exclusivamente se hicieron llamar La Hermandad, una banda de villancicos mexicanos.
En el álbum nuestra la participación de los artistas cómo Tatiana, Yuri, Mijares, Daniela Romo, Denise de Kalafe, Óscar Athie, Hernaldo Zúñiga y Arianna.

## Edición 2020: Eterna Navidad Celebremos
Eterna Navidad Celebremos es un álbum de estudio navideño de villancicos latinos que fueron interpretados por múltiples artistas y bandas musicales lanzada el 13 de noivienbre de 2020,
En la edición de 2020 el álbum nuestra la participación de los artistas y bandas cómo Gloria Trevi, Morat,  América Fernández, Alejandro Fernández, Camila Fernández, Los Tigres Del Norte, etc.

## Canciones
Todas las canciones escritas y compuestas por  Tatiana, Yuri, Mijares, Daniela Romo, Denise de Kalafe, Óscar Athie, Hernaldo Zúñiga y Arianna.. 
| Disco 1 |                         |          |  |
| N.º     | Título                  | Duración |  |
| 1.      | «Ven A Cantar»          | 3:59     |  |
| 2.      | «Jingle Bells»          | 3:00     |  |
| 3.      | «Adeste Fideles»        | 3:07     |  |
| 4.      | «Blanca Navidad»        | 3:14     |  |
| 5.      | «El Niño Del Tambor»    | 2:58     |  |
| 6.      | «Los Peces En El Rio»   | 3:10     |  |
| 7.      | «Arre Borriquito»       | 2:50     |  |
| 8.      | «La Marimorena»         | 3:26     |  |
| 9.      | «Campana Sobre Campana» | 2:38     |  |
| 10.     | «Los Campanilleros»     | 2:58     |  |

### Bonus Tracks Para La Edición enCD(2003)
| Disco 2 |                                |          |  |
| N.º     | Título                         | Duración |  |
| 1.      | «Ven a Casa»                   | 3:42     |  |
| 2.      | «Campanas De Plata»            | 2:24     |  |
| 3.      | «Juntos Esta Navidad»          | 3:55     |  |
| 4.      | «Alma De Navidad»              | 3:14     |  |
| 5.      | «Una Pregunta A Dios»          | 3:35     |  |
| 6.      | «Viva El Amor, Viva La Paz»    | 3:26     |  |
| 7.      | «El Niño Del Tambor (Raphael)» | 3:22     |  |

### Edición 2020
| N.º | Título                          | Duración |  |
| 1.  | «Blanca Navidad»                | 2:55     |  |
| 2.  | «Dulce Navidad»                 | 3:03     |  |
| 3.  | «El Niño Del Tambor»            | 2:48     |  |
| 4.  | «Lleguemos A Tiempo»            | 3:02     |  |
| 5.  | «Rodolfo El Reno»               | 2:24     |  |
| 6.  | «Llegó Navidad»                 | 3:17     |  |
| 7.  | «Arre Borriquito (con Esteman)» | 3:22     |  |
| 8.  | «Los Peces En El Río»           | 2:47     |  |
| 9.  | «Los Campanilleros»             | 2:47     |  |
| 10. | «Diciembre»                     | 3:09     |  |
| 11. | «Ven A Mi Casa Esta Navidad»    | 3:46     |  |
| 12. | «La Marimorena»                 | 3:06     |  |
| 13. | «Campana Sobre Campana»         | 3:03     |  |
| 14. | «Feliz Navidad»                 | 2:59     |  |
| 15. | «Ven A Cantar»                  | 4:11     |  |